# Dicranomyia (Dicranomyia) mishimana
Dicranomyia (Dicranomyia) mishimana is een tweevleugelige uit de familie steltmuggen (Limoniidae). De soort komt voor in het Palearctisch gebied.